# Ladakh

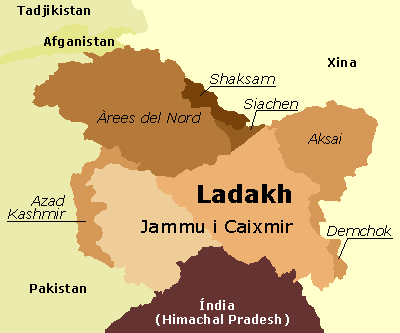
Situació de Ladakh al Caixmir

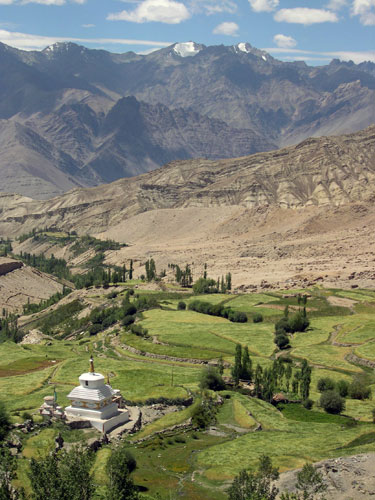
Paisatge prop de Likir

Ladakh és un districte de l'estat indi de Jammu i Caixmir. Es divideix en cinc zones: el Ladakh pròpiament dit, Nubra, Zanskar, Rupshu i Kargil. Té una superfície de 98.000 km² i uns 100.000 habitants, la seva majoria de religió budista tot i que també hi ha una minoria musulmana. La seva capital és Leh. El clima és força dur: pot passar dels 30 °C a l'estiu fins als -20 °C a l'hivern. Ladakh està situat de ple en una regió molt inestable, amb importants disputes territorials entre l'Índia, el Pakistan i la Xina.

## Orografia

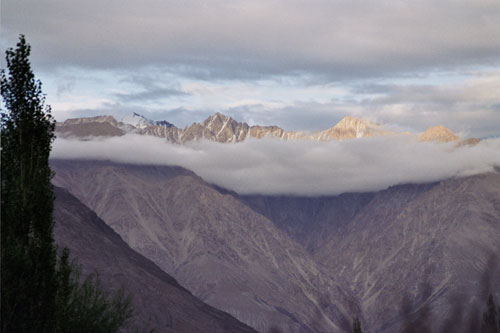
L'extrem oriental del Karakoram des de la Vall de Nubra

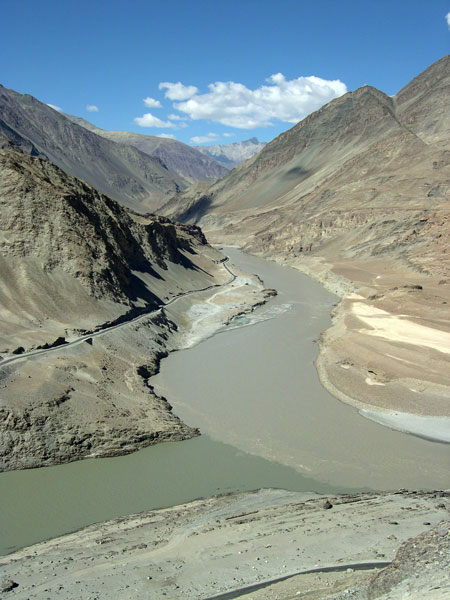
Aiguabarreig de l'Indus i el Zanskar

Ladakh està situat entre l'Himàlaia, en el seu extrem occidental, i la serralada del Karakoram. El travessa el riu Indus, que neix al veí Tibet. Al ponent i separats per la serralada de l'Himàlaia, limita amb la resta de l'estat de Jammu i Caixmir. Al nord limita per una banda amb la zona d'Àrees del Nord, administrada pel Pakistan i reclamada per l'Índia, i per altra amb Siachen, sota domini indi i reclamat pel Pakistan. A l'oest limita amb les zones d'Aksai i Demchok, ocupades per la Xina. Al sud pels estats indis d'Himachal Pradesh i del Panjab.
És una regió molt muntanyosa, a més de l'Himàlaia i el Karakoram, interiorment hi ha diverses serralades importants: la serra de Ladakh, que separa Nubra del Ladakh central i la serra de Zanskar, que separa el Ladakh central i Zanskar.

## Població
Majoritàriament budista i que parla un idioma propi molt proper al tibetà. Degut a la mateixa orografia, les ètnies poden tenir variacions d'una vall a l'altra. Leh és la ciutat principal i hi ha uns 460 pobles més dels quals només un és totalment musulmà (Chhachkot habitat per xiïtes). Tots els no musulmans estan pràcticament a Leh. El 1901 la població era d'uns 35.000 habitants dels quals 30.216 eren budistes.

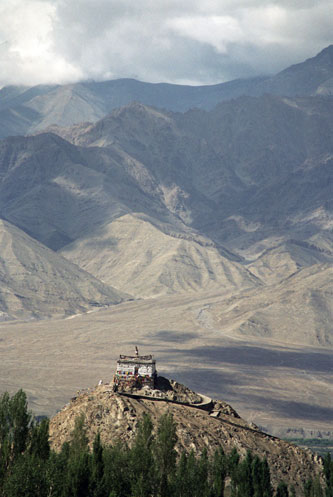
Temple de Dharampala, a Leh

## Història
Hom suposa que els primers habitants de les valls inferiors foren indis, encara ara hi ha una minoria, descendent d'aquells. Cap als anys 500 o 600 s'hi va instal·lar una important població d'origen tibetà, de religió ‘bon'. Aquests en van anar convertint en budistes, tal com va passar al veí Tibet. En el 900, un descendent dels sobirans tibetans funda a la zona el regne de Ngari; a la seva mort el regne es reparteix entre els seus fills, és així com el 930 Pelgigon, el fill gran, esdevé el primer rei de Ladakh. Malgrat la situació inestable, es comencen a fundar els primers nuclis habitats i monestirs, el budisme es va estenent.
Al segle xv Ladakh està dividit en dues zones, l'alt Ladakh, amb capital a Leh o Shey i el baix Ladakh, amb capital a Basgo. És en aquesta època que arriben emissaris de Tsongkhapa, fundador de l'orde Geluk, que són rebuts pel rei de l'alt Ladakh, Dragpa Bunde, i hom funda el primer monestir d'aquest orde: Spituk.
Tashi Namgyal (1500-1535) unifica el regne i aixeca diverses construccions a Leh, algunes de les quals encara es conserven. En aquesta època el regne pateix una invasió per part dels veïns musulmans, que deixa un rastre de destrucció.
Els successors de Tashi Namgyal mantenen lluites gairebé contínues amb els seus veïns, tant els islàmics com els mateixos budistes del Tibet. Ali Mir de Baltistan (1625-1635) li va arrabassar diversos territoris. Al final del segle xvii fou envaït des de Tibet per l'exèrcit dels dzungars, però després de tres anys de setges les forces invasores foren expulsades amb l'ajuda del Caixmir i de l'Imperi Mogol, el que obligà al príncep a acceptar l'islam, encara que temporalment, i a pagar tribut. Els seus successors van retornar al budisme però l'islam no va desaparèixer del tot.
El segle xix, significa la fi del regne de Ladakh. El 1822, en la visita de Moorcroft a Ladakh, el gyalpo (rei) va demanar el protectorat britànic que no fou concedit. El 1834 les forces dels dogra de Jammu (on governava Ghulab Singh), cinc mil homes sota el comandament de Zorawar Singh, van conquerir Ladakh i Baltistan en dues campanyes, i els sobirans locals van pagar tribut. Enfortit pel seu èxit, Zorawar va envair Rudok (comarca a la frontera amb Tibet), però aquí el fred i l'ajut xinès als tibetans van aniquilar el seu exèrcit al mateix moment que cinc mil britànics eren aniquilats a Afganistan. Ladakh es va fer altre cop independent però els dogra no van tardar a tornar. La independència del Ladakh es va acabar amb el tractat de Leh (1842), quan el Tibet va reconèixer la submissió de Ladakh al Caixmir, el rei fou destronat i s'exilia al proper palau de Stok, on la dinastia encara resideix, sent respectats pel poble, però sense poder. Durant el seu govern el poder havia estat de fet en mans dels primers ministres o kahlons. Molta autoritat moral corresponia als monestirs el principals dels quals era el de Himis Gompa, a l'esquerra de l'Indus a uns 25 km de Leh. Sota el govern dels dogra de Jammu, Ladakh va estar al càrrec d'un wazir wazarat, responsable per Baltistan i els tres tahsils de Ladakh, Kargil i Skardu. Per tractat del 16 de març de 1846 el govern de Caixmir i dependències fou assignat a Ghulab Singh pels britànics, com a sobirà aliat i protegit després de la primera Guerra Sikh.

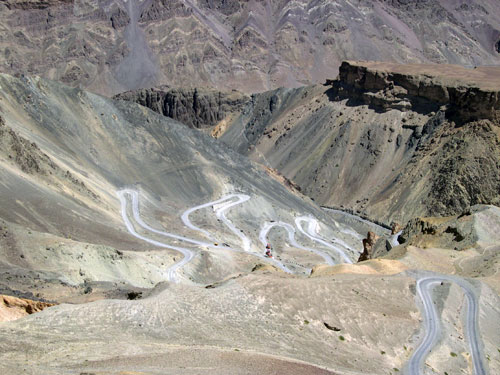
Carretera de Lamayuru

El segle XX està marcat per les tensions que regnen a la zona i que encara no han acabat; els moviments de tropes són constants a les zones frontereres amb el Pakistan (a Kargil es va lliurar la darrera guerra). No passa el mateix amb la frontera amb la Xina, en part per la difícil orografia i perquè la Xina ja va ocupar fa anys les zones que pretenia.

## Llista de gyalpos

### Primera dinastia
- Skyidlde Nimamgon vers 900
- Dpal Gyimgon
- Gromgon
- Grags-palde
- Byanchubsemsdpa
- Lhachenrgyalpo
- Utpala
- Nag-lug
- Dgebhe
- Joldor
- Bkrasismgon
- Lhargyal
- Dnos-grub vers 1215
- Rgyalbu Rinchen
- Diversos sobirans
- Shes-rab
- Khri-gtsuglde
- Grags-bumlde vers 1430
- Blo-grosmchogldan vers 1460

### Segona dinastia
- Bhagan vers 1460- 1485
- Desconegut vers 1485-1510
- Lata Jughdan (Tashi Namgyal) vers 1510-1535
- Kundga-rnamrgyal I vers 1535-1555
- Bkra-shisrnamrgyal vers 1555-1575
- Tshedbanrnamrgyal I vers 1575-1595
- Rnamrgyalmgonpo vers 1595-1600
- Jamdbyansrnamrgyal vers 1595-1616
- Senge Rnamrgyal 1616-1623
- Norbu Rnamrgyal 1623-1624
- Senge Rnamrgyal (segona vegada) 1624-1642
- Bdeldan Rnamrgyal 1642-1694
- Bdelegs Rnamrgyal 1680-1691
- Nyima Rnamrgyal 1694-1729
- Bdeskyonrnamrgyal 1729-1739
- Bkrashisrnamrgyal 1739-1758
- Phun-tshogs Rnamrgyal 1739-1753
- Tshedbanrnamrgyal II 1753-1782
- Tshebrtanrnamrgyal 1782-1802
- Tshedpaldongrubrnamrgyal 1802-1837
- Tshedbanrabbrtanrnamrgyal 1830-1837
- Dnosgrubbtsan'Dzin 1837-1839
- Tshedpaldongrubrnamrgyal (segona vegada) 1839-1840
- Kundga-rnamrgyal II 1840-1842

## Monestirs, ciutats i pobles de Ladakh
- Leh
- Phyang, monestir
- Lamayuru
- Alchi
- Hemis
- Tikse
- Likir
- Diskit
- Palau de Stok
- Monestir de Rizong